# The Spell of the Yukon
The Spell of the Yukon er en amerikansk stumfilm fra 1916 af Burton L. King.

## Medvirkende
- Edmund Breese som Jim Carson.
- Arthur Hoops som Albert Temple.
- Christine Mayo som Helen Temple.
- William Sherwood som Bob Adams.
- Evelyn Brent som Dorothy Temple.